# Courtète
Courtète – miejscowość i gmina we Francji, w regionie Oksytania, w departamencie Aude.
Według danych na rok 1990 gminę zamieszkiwało 61 osób, a gęstość zaludnienia wynosiła 11 osób/km² (wśród 1545 gmin Langwedocji-Roussillon Courtète plasuje się na 840. miejscu pod względem liczby ludności, natomiast pod względem powierzchni na miejscu 985.).